# Endiama
L'Empresa Nacional de Prospecção, Exploração, Lapidação e Comercialização de Diamantes de Angola (ENDIAMA E.P.) és l'empresa nacional de diamants de Angola i és el concessionari exclusiu dels drets minerals drets miners en el domini dels diamants. Endiama va produir 8.550.000 de quirats de diamants en 2010. Antonio Carlos Sumbula és el president de la corporació. L'empresa té la seu a l'Edificio Endiama a Luanda. El propietari del 100% de les accions de la societat és l'Estat angolès. Alhora és el principal propietari de la mina de diamants de Catoca, explotada per un consorci format per Endiama (32.8%), l'empresa russa ALROSA (32.8%), la xinesa LLI (18%), i la brasilera Odebrecht (16.4%). Catoca és el setè jaciment de diamants del món, i s'estimava unes reserves de 7 milions de quirats de diamants en 2014 amb uns beneficis una mica inferiors a $1 bilió.

## Participació
Endiama participa en les següents empreses minaires:
- SMC - Sociedade Mineira de Catoca
- Luó - Sociedade Mineira do Camatchia-Camagico
- SDM - Sociedade de Desenvolvimento Mineiro (50 % amb Odebrecht)
- SML - Sociedade Mineira do Lucapa
- Chitotolo - Sociedade mineira
- Mina de diamants de Fucauma
- Mina de diamants de Luarica
- Chibongo
- Yetwene